# Тиреоїдит Ріделя
Інвазивний фіброзний тиреоїдит Ріделя (або зоб Ріделя, «залізний» зоб) — патологія, суть якої полягає в заміщенні тканини щитоподібної залози сполучною тканиною з розвитком фіброзу. Етіологія не встановлена.

## Патоморфологія
В щитоподібній залозі розвивається сполучна тканина, з якої далі формується грубоволокниста фіброзна тканина, яка виходить за межі залози і проникає в м'язи шиї, а також з'єднується зі стравоходом і трахеєю.

## Класифікація
Захворювання буває однобічним та двобічним.

## Симптоматика
Для захворювання притаманний «злоякісний» перебіг, який супроводжується агресивним ростом фіброзної тканини. Основними скаргами пацієнтів є наявність зоба, зміни тембру голосу, дисфагія, утруднене дихання. Конфігурація залози міняється, вона набуває дерев'янистої або залізної консистенції. Здебільшого функція залози збережена. Часто розвиваються ускладнення, такі як компресія органів і тканин шиї.

## Діагностика
Для діагностики захворювання використовують сонографічне дослідження щитоподібної залози, її сканування і пункційну біопсію.

## Лікування
Лікування хірургічне (перевагу віддають тиреоїдектомії).